# 石川県道・富山県道27号金沢井波線
石川県道・富山県道27号金沢井波線（いしかわけんどう・とやまけんどう27ごう かなざわいなみせん）は、石川県金沢市と富山県南砺市を結ぶ県道（主要地方道）である。

## 概要
当路線は、石川県金沢市と富山県南砺市（県南西部）及び東海北陸自動車道福光ICを相互に結ぶ上で重要な道路となっている。しかしながら、石川県金沢市の角間 - 県境付近は車のすれ違いが困難な箇所や急カーブ・急勾配が多く、大雨や積雪に伴う通行規制が行われることがあったほか、県境付近では冬季は通行止となっていた。これらを解消すべく、石川県は1992年（平成4年）から改良事業を開始し、20年の歳月を経て2013年にはすべて完了した。

### 路線データ
- 起点：石川県金沢市石引一丁目606番1地先（石引一丁目交差点・石川県道10号金沢湯涌福光線交点）
- 終点：富山県南砺市山見329（国道471号交点）

## 歴史
| 清水田島トンネル（清水・角間側／田島・南砺市福光側） |  | 清水田島トンネル（清水・角間側／田島・南砺市福光側） |
| 清水田島トンネル（清水・角間側／田島・南砺市福光側） |  |                                                      |

- 藩政期は「二俣越」や「殿様街道」と呼ばれ、金沢 - 越中間の最短ルートとして重要な役割を担った。
- 1972年（昭和47年）3月31日：路線認定。
- 1982年（昭和57年）6月：医王ダム建設に伴う道路付け替えにより二俣隧道（金沢市）開通。
- 1986年（昭和61年）5月7日：医王トンネル（西礪波郡福光町 / 現・南砺市、延長912m、幅9.2m（車道6m[3]））開通[4]。このトンネルの完成で金沢 - 福光間の所要時間が約20分短縮された[3]。
- 1993年（平成5年）頃：金沢大学が金沢城キャンパスから、角間キャンパスへと移転開始。金沢市旭町 - 若松（現・もりの里） - 金沢大学付近の改良が漸次完了。
- 1993年（平成5年）5月11日 - 建設省から、県道金沢井波線が金沢井波線として主要地方道に指定される[5]。
- 2001年（平成13年）9月：小立野トンネル（金沢市）が開通。これに伴い、起点を大学病院前交差点（金沢市石引）から石引1丁目交差点に移動。
- 2003年（平成15年）3月：二俣バイパス（金沢市）が開通。
- 2004年（平成16年）6月：角間 - 小二又（金沢市）までの1.3 kmが2車線（片側1車線）化。
- 2006年（平成18年）9月：小二又 - 清水（金沢市）までの1.0 kmが2車線（片側1車線）化。
- 2008年（平成20年）3月：田島（たのしま）バイパス（金沢市）が開通。
- 2011年（平成23年）4月：荒山トンネル及び荒山大橋（金沢市）が開通し、狭隘区間が解消されると共に全線で通年往来が可能になる。
- 2013年（平成25年）2月：金沢市と南砺市が共同で金沢井波線の「二俣越」区間について、国史跡指定を目指して発掘調査に乗り出すことを表明[6]。
- 2013年（平成25年）11月：清水 - 田島（金沢市）までの1.4 km間及び清水田島トンネルが開通。予定より1年前倒し[7]で開通となり、石川県内における改良事業がすべて完了。

## 路線状況

### 道路の通称
- 角間坂（石川県金沢市もりの里1丁目・もりの里1丁目交差点 - 同市角間町・金沢大学角間キャンパス）

### 橋梁
- 福光橋（富山県南砺市・79.7 m[8]）

### トンネル
- 小立野トンネル（石川県金沢市・158 m）[注 2]
- 清水田島トンネル（石川県金沢市・475 m）
- 二俣隧道（石川県金沢市・145 m）
- 荒山トンネル（石川県金沢市・89 m）
- 医王トンネル（富山県南砺市・912 m）[4]

### 重複区間
- 石川県道22号金沢小松線・金沢外環状道路山側幹線（石川県金沢市もりの里2丁目・若松橋詰交差点 - 石川県金沢市もりの里1丁目・もりの里1丁目交差点）
- 国道304号（富山県南砺市福光 - 富山県南砺市荒木・福光駅前交差点）
- 富山県道20号砺波福光線（富山県南砺市荒木・福光駅前交差点 - 富山県南砺市田中・角田（つのだ）交差点）
- 富山県道21号井波城端線（富山県南砺市井波・五領島交差点 - 富山県南砺市本町1丁目）

## 地理

### 通過する自治体
- 石川県金沢市
- 富山県南砺市

### 交差する道路
- 石川県道10号金沢湯涌福光線（金沢市石引1丁目・金大病院前交差点、起点）
- 国道159号（国道249号重複）（金沢市天神町1丁目・田井町交差点）
- 石川県道22号金沢小松線・金沢外環状道路山側幹線（金沢市もりの里2丁目・若松橋詰交差点）
- 石川県道22号金沢小松線・金沢外環状道路山側幹線（金沢市もりの里1丁目・もりの里1丁目交差点）
- 石川県道210号清水小坂線（金沢市角間町）
- 石川県道211号二俣古屋谷線（金沢市二俣町・医王山小中学校前交差点）
- 富山県道355号才川七法林寺線（南砺市法林寺・法林寺交差点）
- 国道304号（南砺市福光）
- 富山県道48号福光福岡線（南砺市福光）
- 富山県道10号金沢湯涌福光線（南砺市福光・東町交差点）
- 国道304号・富山県道20号砺波福光線（南砺市荒木・福光駅前交差点）
- 富山県道20号砺波福光線（南砺市田中・角田交差点
- 富山県道277号福野城端線（南砺市宗守・宗守交差点）
- 富山県道71号池尻福野線（南砺市安清・安清交差点）
- 富山県道284号井波井口城端線（南砺市北市）
- 富山県道21号井波城端線（南砺市山見・五領島交差点）
- 富山県道21号井波城端線（南砺市本町1丁目）
- 国道471号（南砺市本町4丁目：終点）

### 沿線にある施設など
- 金沢大学（宝町・鶴間キャンパス、角間キャンパス）
  - 金沢大学附属病院
- 金沢美術工芸大学
- イオン杜の里店（イオン杜の里ショッピングセンター）
- 医王ダム
- 福光医王山温泉 ぬく森の郷
- 法林寺温泉
- 小矢部川
- JR城端線 福光駅
- 真宗大谷派井波別院瑞泉寺
- 井波コミュニティプラザ アスモ
- 東洋紡 井波工場
- 南砺市役所井波庁舎（旧井波町役場）
- 井波ダイケンプロダクツ